# 儒尼尼奥·佩南布卡诺
安東尼奧·奧古斯托·里貝羅·雷斯·儒尼奥尔（葡萄牙語：Antônio Augusto Ribeiro Reis Júnior，1975年1月30日—），通稱儒尼尼奥·佩南布卡诺（Juninho Pernambucano）或小儒尼尼奧，是一名前巴西足球中場運動員，主要效力法甲里昂。他以準確度極高、在球門前急速下墜（落葉球）和強力的任意球而闻名球坛，他在任何距離（即使超過40-50碼）及任何角度主射的任意球均可帶來威脅，他在職業生涯射進77個自由球，是目前職業足球員的最高紀錄，甚至超過其他知名的自由球專家（：70、：59、貝克漢：50），及後有不少自由球專家（例如）也透露其射自由球方式靈感來自小儒尼尼奧。
2019年5月，小儒尼尼奧被任命为里昂的足球总监。 

## 生涯

### 早期
祖連奴出生於巴西的伯南布哥省，在他10歲那年，他於出生地中的利斯菲體育會中接受足球技術的訓練。兩年後，祖連奴加盟了一支室內足球球隊—拿迪高，並在4年之後返回利斯菲體育會，成為該球會的成員之一，於1993年正式取得上陣機會。翌年，祖連奴上陣22球聯賽外，也助球會贏得省聯賽冠軍以及被選為聯賽中的最佳球員，不久後，祖連奴就入選巴西21歲以下國家隊。
1995年的球季，祖連奴轉會華斯高，在加盟新球會的6年中，他的事業到達高峰，先後兩度奪得聯賽錦標以及贏得南美共同盃和南美洲最高榮譽的南美解放者杯冠軍。

### 里昂
後來，祖連奴得到里昂的垂青，但華斯高卻因為在合約上與里昂發生糾紛，令祖連奴整整一季也沒有上陣機會。雖然如此，但祖連奴在該法國球會的第一季就有出眾的表現，為里昂贏得球會首個聯賽錦標和法國超級盃冠軍。
翌年，祖連奴再次為球會贏得「雙冠軍」—聯賽與超級盃冠軍，上陣31場聯賽入13球，為球會神射手。2003年至2004年球季他「再下一城」，協助球會第三度蟬聯及再奪超級盃冠軍。在該年度的歐聯，祖連奴在最後一場对阵凯尔特人的分組賽中，就憑他完場前的十二碼以3:2險勝，最終取得3分，以10分首名出線十六強，並於十六強的首、次回合各攻入一球，以2:0淘汰西甲的皇家蘇斯達，最終里昂不敵當時由所帶領的波尔图。
及後的4個賽季（2005年至2006年赛季—2007年至2008年赛季），祖連奴協助里昂完成七連霸的偉業。個人亦曾在2004年至2005年度球季，以32場聯賽取得13入球成為球會中赛季入球最多的球員，2005年至2006年度赛季又被评选为法甲足球先生。

### 艾加拉法
2009年6月17日，祖連奴以250萬歐元加盟了艾加拉法，並穿上5號球衣。

## 國家隊生涯
祖連奴首次為巴西國家隊上陣是於1999年3月28日對南韓於漢城的友誼賽，但由於巴西擁有眾多出色的球員，故他並沒有入選該年的美洲國家盃。直到2001年，祖連奴開始得到重用，在這屆美洲國家盃均後備上陣，在2005年德國舉行的洲際國家盃中為國家隊第二度奪得冠軍。
2006年世界盃祖連奴入選23人名單中，並於對日本的一戰中正選上陣，打入一记远射。在对阵法國的半準决赛中，他再度获得正選机会，最終巴西被法國1比0擊敗。由於這时已年屆31岁，他在賽後宣佈退出國家隊，結束了他在巴西隊的7年國際賽生涯。

## 生涯荣誉

### 俱乐部
- 累西腓
  - 巴西伯南布哥州联赛（英语：Campeonato Pernambucano）冠军（1994）
  - 巴西东北杯（英语：Copa do Nordeste）冠军（1994）
- 瓦斯科达迦马
  - 巴西足球甲级联赛冠军（1997、2000）
  - 巴西里约州足球锦标赛（英语：Campeonato Carioca）冠军（1998）
  - 南美解放者杯冠军（1998）
  - 里約-聖保羅錦標賽冠军（1999）
  - 南方共同市场杯冠军（2000）
- 里昂
  - 法国足球甲级联赛冠军（2002、2003、2004、2005、2006、2007、2008）
  - 法国杯冠军（2008）
  - 法国超级杯冠军（2002、2003、2004、2005、2006、2007）
- 艾尔-加拉法
  - 卡塔尔星级足球联赛冠军（2010）
  - 卡塔尔星杯冠军（2009）
  - 卡塔尔王子杯（英语：Qatar Cup）冠军（2010、2011）

### 国家队
- 巴西
  - 土伦杯（1995）
  - 联合会杯（2005）
  - 香港贺岁杯（2005）

### 个人荣誉
- 巴西银球奖（英语：Bola de Ouro）（2000）
- 法甲当月最佳球员（英语：UNFP Player of the Month）（2005年2月、2005年5月、2007年10月）
- 法國甲組足球聯賽最佳球員（2006-07）
- 法甲赛季最佳阵容（英语：Trophées_UNFP_du_football#Team_of_the_Year）（2003-04、2004-05、2005-06）
- 欧洲体育杂志联盟赛季最佳阵容（2005-06、2006-07）
- 卡塔尔足球先生（2010）